# 好美寮溼地
好美寮溼地，為台灣嘉義縣布袋鎮位於八掌溪及龍宮溪出海口之間的濕地，目前為交通部觀光局「雲嘉南濱海國家風景區」與行政院1987年核定之台灣沿海地區自然環境保護計畫「好美寮自然保護區計畫」之保護區，本濕地位於龍宮溪出海口，北至布袋商港南側，南至好美里漁港，東以台61線（西濱快速公路）及龍宮溪出海口為界，西側海域至等深線6公尺處 。沿海有浮洲、潟湖、木麻黃及龍宮溪北岸的紅樹林景觀，加上區內魚塭及附近的鹽田，吸引了候鳥每年到此度冬棲息、覓食，因此該地豐富的貝類及鳥類生態是本區一大特色。

## 歷史
根據調查，這片紅樹林歷史超過一百年，日本人金平亮三在他所著的「台灣樹木誌」中，就曾建議日本政府將本區列為天然紀念林。1987年台鹽實業公司於好美寮濕地進行開發機械鹽灘，在紅樹林中間設立土堤，將紅樹林砍除約三分之一，現今堤外的紅樹林今多已枯死，堤內殘留的紅樹林僅剩25公頃，目前主要的植物多為海茄苳，再混雜著少數的苦林盤、苦檻藍、冬青菊、濱水菜等其他植物。為了保留該地原有的溼地景觀，行政院於1987年1月23日台76內字第1616號函核定實施「台灣沿海地區自然環境保護計畫（北海岸、北門、尖山、九棚、好美寮）」，劃設「好美寮自然保護區」 。

## 相關照片

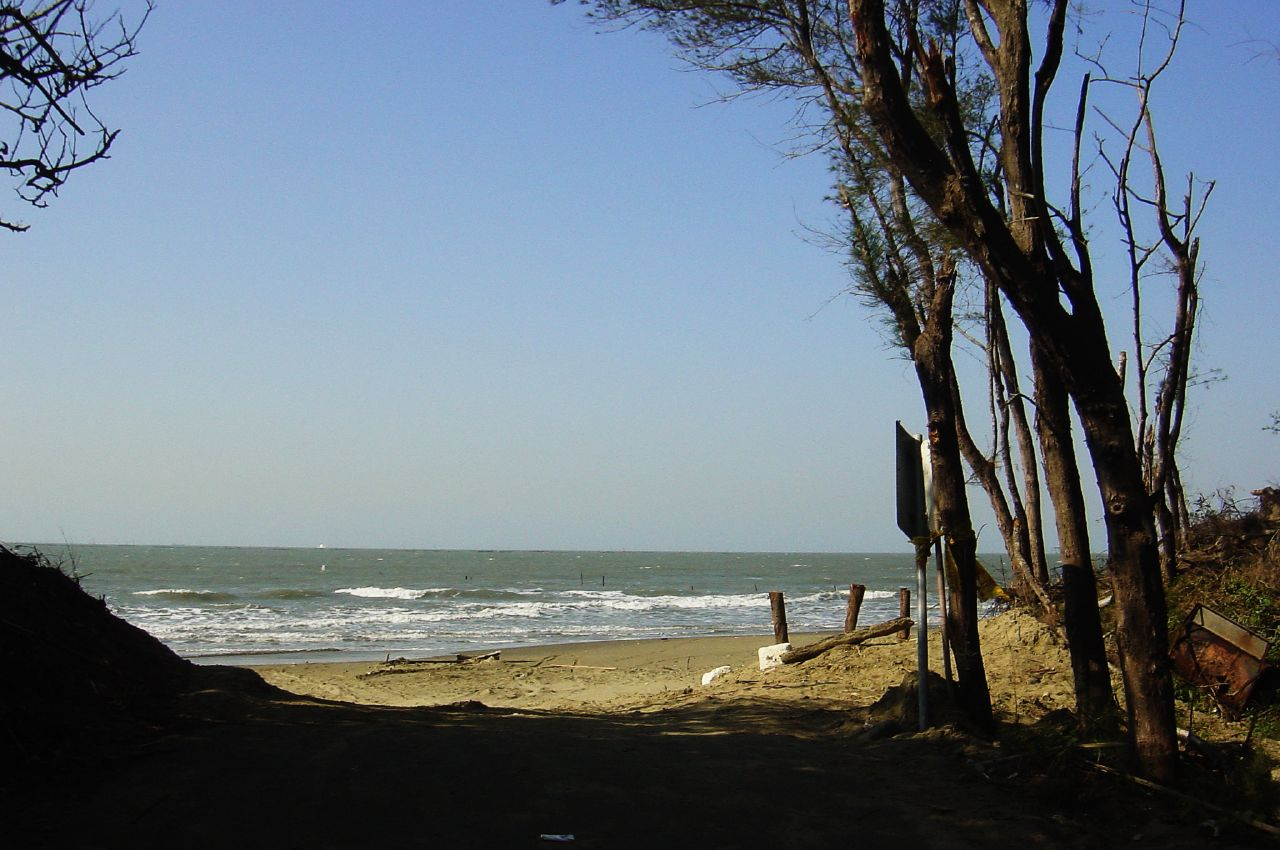
好美寮溼地木麻黃林區海岸砂地
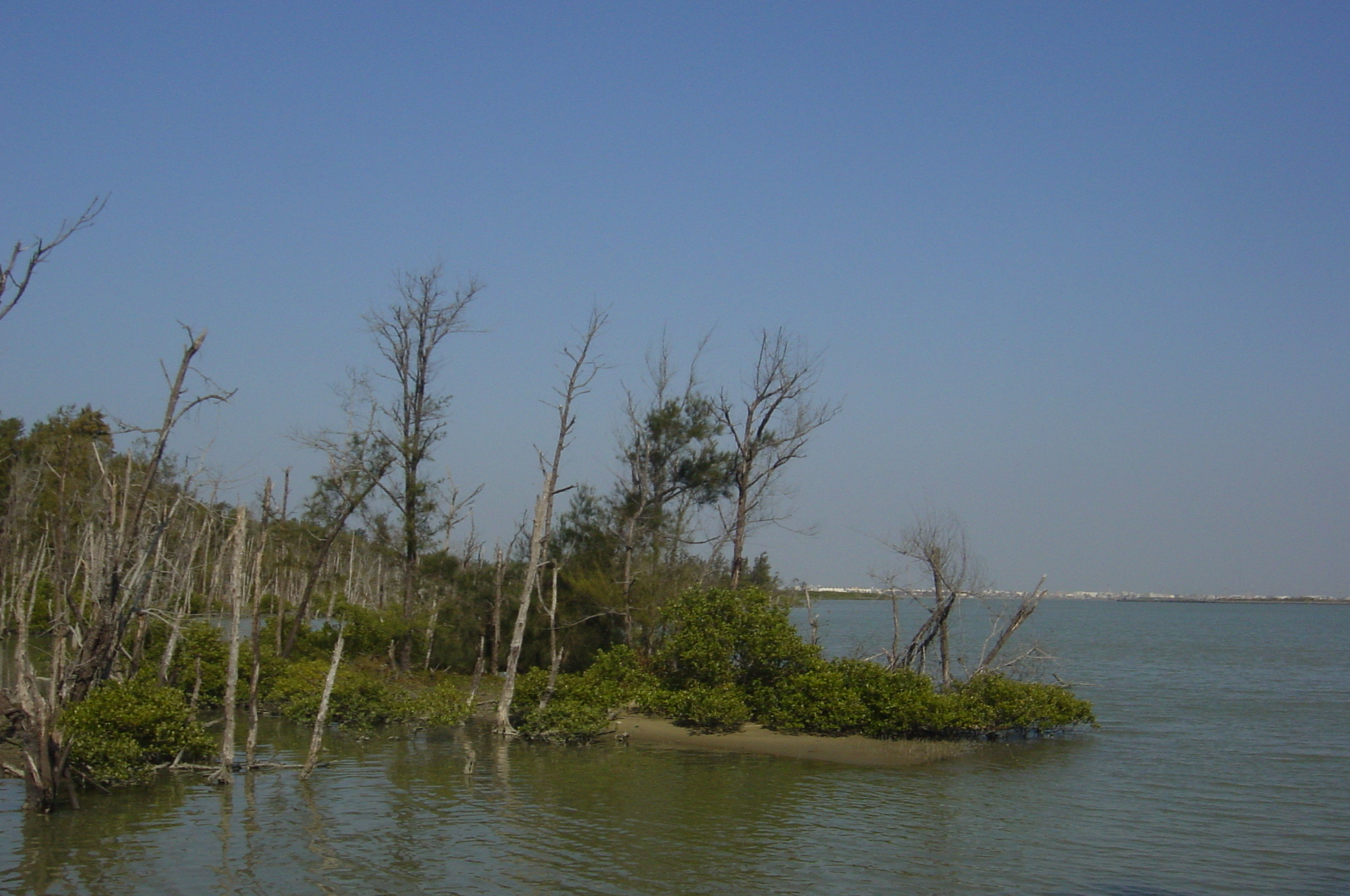
好美寮溼地紅樹林

## 資料來源
1. 1 2  . （原始内容存档于2015-01-06）.
2. ↑  .   [2009-01-03]. （原始内容存档于2004-12-25）.

## 外部連結
- 國家重要濕地 好美寮溼地
- 好美寮溼地現況